# Ketamina
La ketamina, pols K, special K o simplement keta, és una droga dissociativa amb potencial al·lucinogen, encara que té altres efectes subjectius, utilitzada originalment en medicina per les seves propietats analgèsiques i, sobretot, anestèsiques. Actualment, aquests usos són menys comuns en éssers humans, però molt freqüents en veterinària, ja que s'aplica en procediments quirúrgics de diverses espècies animals. La forma farmacèutica acostuma a emprar una sal de la droga: el clorhidrat de ketamina. En els darrers anys s'ha propagat la seva administració amb fins recreatius, i han sorgit fenòmens de desviament de la substància del circuit legal. Són creixents els reports per abús, amb quadres de toxicitat i mort per sobredosi, atribuïbles en part a la infravaloració de riscos per part dels consumidors. L'octubre del 2010 fou inclòs en la llista de substàncies psicotròpiques sota el conveni sobre substàncies psicotròpiques de Viena del 21 de febrer de 1971.
Al carrer se la denomina, entre altres mots, «pols K», «special K» o «keta». El seu mercat il·lícit es va iniciar sobretot als barris del nord de Nova York, encara que actualment ha arribat arreu del món. Les maneres d'administració són diverses (fumada, esnifada o injectada, a elecció del consumidor). 

## Història
La ketamina fou sintetitzada per primer cop a principis dels anys 50 pel professor de Química de la Universitat Estatal Wayne (Detroit, Michigan), Calvin L. Stevens, que després de diversos experiments i anys d'estudi va aconseguir sintetitzar-ne els components.
En un primer moment, els usos de la ketamina anaven destinats principalment a la sedació o sacrificació d'éssers vius no humans. La majoria de professionals mèdics d'animals com els veterinaris la feien servir com a anestèsic per activitats quirúrgiques.
Els usos de la ketamina en humans no començaren fins a l'any 1964, quan el Dr. Corssen l'administrà a presoners voluntaris de la presó Jackson (Míchigan). Els resultats determinaren que la ketamina provocava efectes analgèsics i al·lucinògens si es consumia de manera no controlada. El Dr. Domino, company d'investigació del Dr. Corssen, publicà un estudi clínic en el qual definia la ketamina com un tipus d'anestèsic dissociatiu. L'anestèsia dissociativa fou posteriorment descrita com la dissociació electrofisiològica i funcional entre els sistemes talamocorticals i límbics.
El consum de ketamina va regular-se, amb prèvia prescripció mèdica, l'any 1969 en forma de clorhidrat. El nom que es feia servir era Ketalar. L'any 1970 fou considerada apte pel consum humà per la FDA a causa de la seva efectivitat i seguretat. Per aquests motius, fou també administrada als soldats ferits durant la guerra de Vietnam.
Les propietats analgèsiques de la molècula eren, en aquell moment, un argument important pel seu desenvolupament. Això no obstant, durant el mateix any, nombrosos científics advertiren sobre la necessitat d'injectar dosis no inferiors a 60 s per evitar així un inútil estímul durant l'emergència.
Amb el temps, l'arribada de nous hipnòtics intravenosos com el propofol, la comercialització com a droga pels suburbis de ciutats com Nova York i les preocupacions sobre els possibles efectes psicodèlics de la ketamina provocaren una disminució del seu ús.
Així i tot, actualment l'interès per la ketamina continua i en les societats més desenvolupades està tornant a adquirir un paper fonamental. Pel que fa a les societats menys desenvolupades, des de la guerra de Vietnam, el paper de la ketamina ha estat fonamental per a qualsevol tipus d'ús quirúrgic, deixant d'aquesta manera en evidència la seva importància dins el món clínic.

## Anàlisi Química

### Estructura General
Aquest hidroclorur de (RS)-2-(2-clorofenil)-2-(metilamina)ciclohexanona forma part d'un grup de molècules conegudes com a arilciclohexilamines. Com bé indica el seu nom, aquestes molècules estan formades normalment per un grup cilclohexilamina (constituït per una cadena cíclica de sis carbonis que s'uneixen a un grup amino) que s'uneix amb un anell aromàtic o fenil. Tot i això, podem veure que la ketamina és una molècula bastant diferent d'aquelles que conformen aquest grup.
Podem observar una ciclohexanona (l'anell sense enllaços dobles) amb un grup enllaçat al segon carboni i un fenil (el qual té un àtom de clor al carboni dos) que també es troba enllaçat a aquest carboni de la cadena cíclica principal. Normalment, les molècules químiques del grup de les arylciclohexilamines no tenen una metilamina, sinó que presenten un ciclohexà que s'uneix amb la cadena principal mitjançant el grup amino.

Model tridimensional de la molècula de ketamina. Es poden obersvar els àtoms de clor (verd), nitrogen (blau) i oxigen (vermell).

### Isòmers
Aquesta droga presenta dos isòmers, els quals tenen una diferència notable en la seva activitat química, que són la S(+)Ketamina i la R(-)Ketamina. La primera d'aquestes és la més activa de les dues, i és 4 vegades més activa, ja que presenta una major facilitat per interactuar amb el receptor NMDA del neurotransmissor glutamat. La rotació que determina aquesta diferenciació és causada per l'orientació de la ciclohexanona principal i la conformació d'aquesta.

### Característiques bàsiques
Pes molecular: 237,727 g/mol
Punt de fusió: Aproximadament 92,5°
Solubilitat: Fàcilment soluble en aigua i metanol, soluble en alcohol.

## Mecanisme d'acció

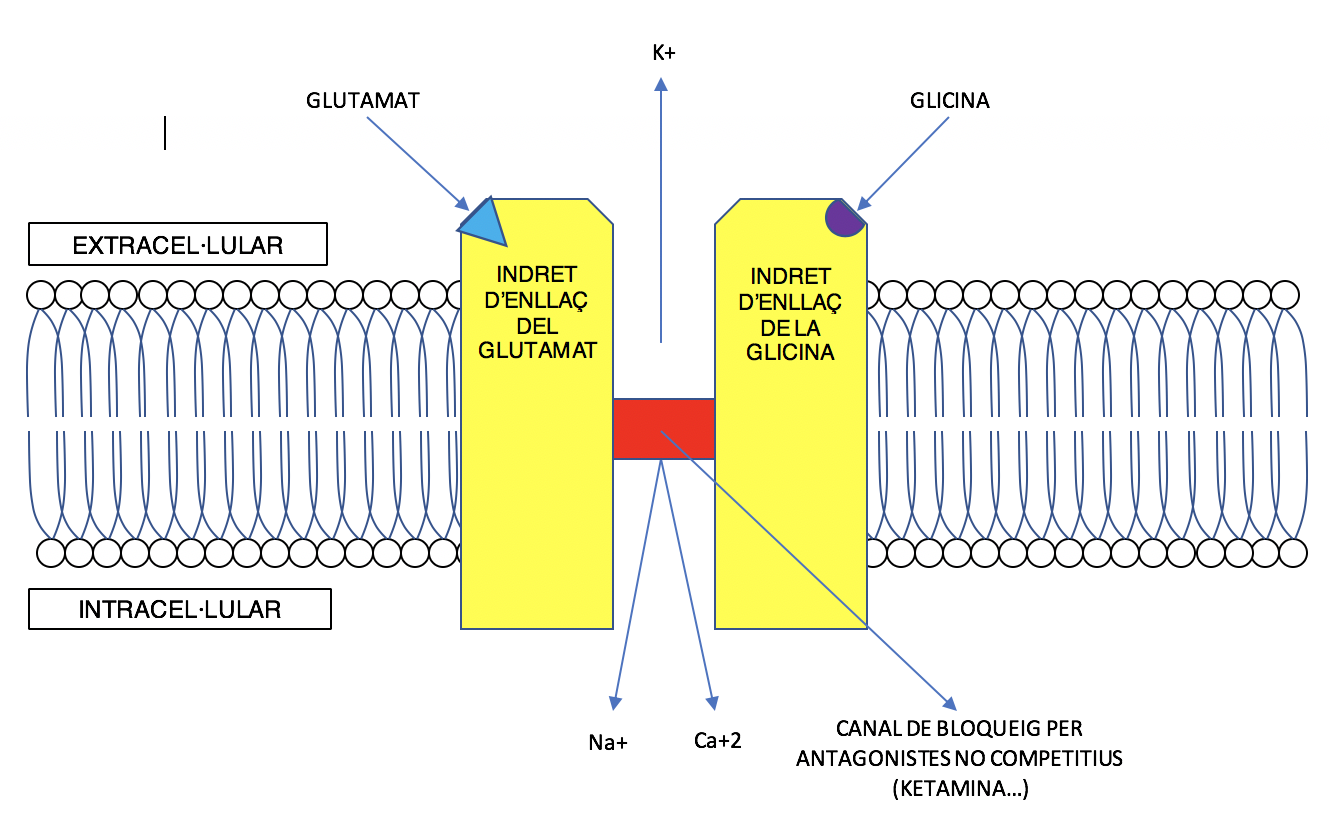
La Ketamina adossada al receptor NMDA iimpedeix el pas dels ions i causa relaxació neuronal

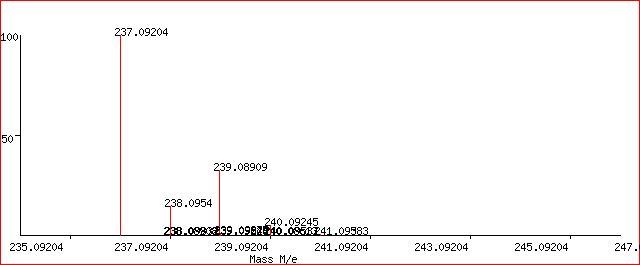
Espectre de masses de la ketamina

Ketamine3Dan

La ketamina exerceix el seu efecte principal sobre el receptor glutamatèrgic NMDA, actuant com un antagonista no-competitiu que causa un efecte anestèsic dissociatiu en bloquejar l'actuació del glutamat com a agent excitador del sistema nerviós. L'efecte dissociatiu de la ketamina es basa en la disgregació funcional i electrofisiològica entre el sistema límbic i el sistema talamocortical.

## Usos mèdics

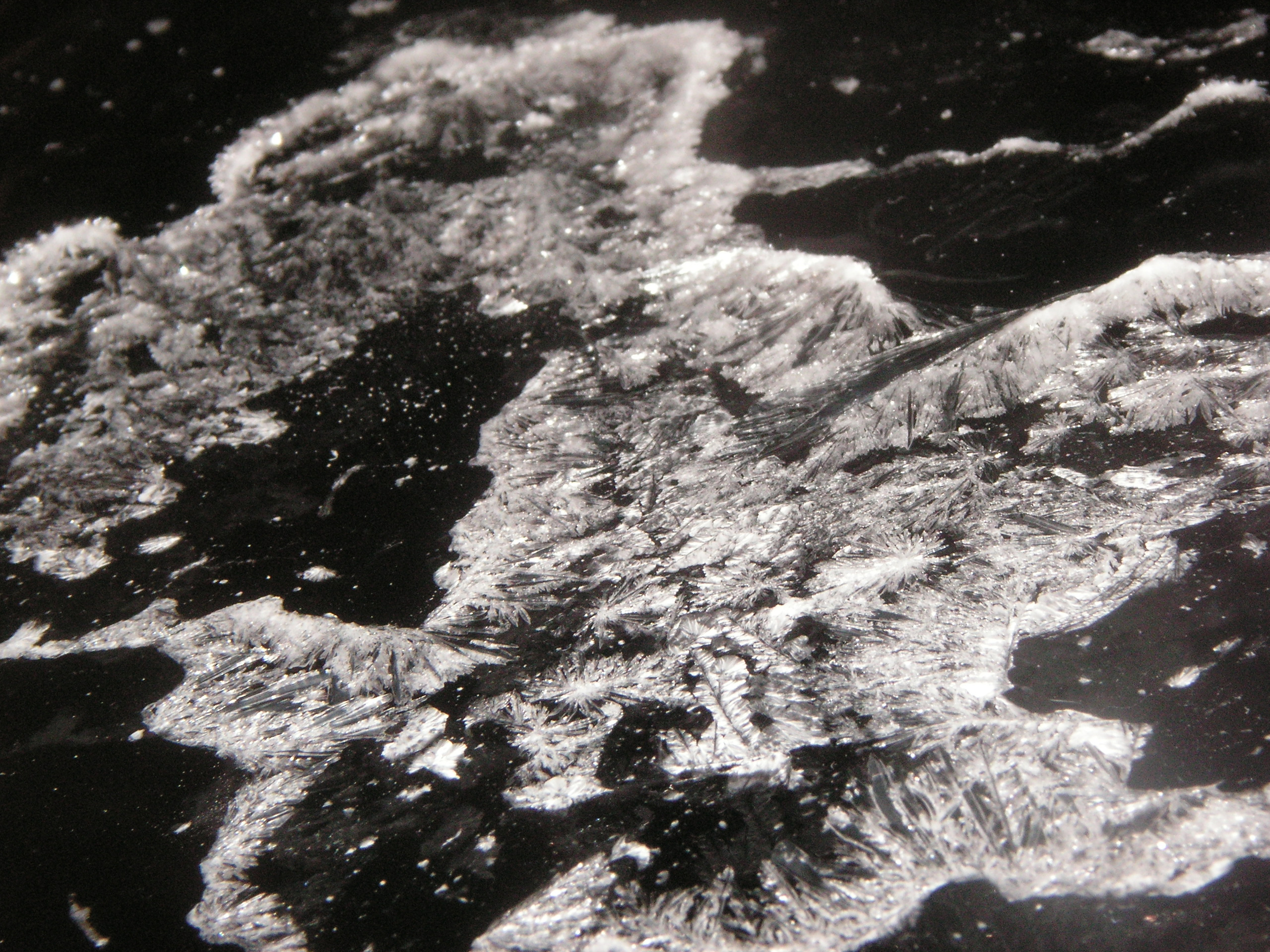
Ketamine Crystals

Actualment, els usos de la ketamina focalitza se centren en l'àmbit clínic (en humans s'usa en operacions quirúrgiques menors, en trasplantaments de pell...). Com ja s'ha dit anteriorment, la ketamina actua principalment sobre el Receptor Glutamatèrgic NMDA (obra també sobre els Receptors Mu i Delta Opioides), tot inhibint l'excitació neuronal i la recaptació de noradrenalina i serotonina (contribució de l'efecte analgèsic).
Com a conseqüència directa, la substància es fonamenta principalment en els seus efectes anestèsics, i doncs és generalment usada en anestèsia especialitzada en pacients pediàtrics, veterinària i medicina de campanya. El fet que la ketamina tingui un perfil actiu basat en una relativa preservació de la via aèria, estabilitat hemodinàmica, reflexos de deglució, tos i ventilació espontània la converteix en un òptim anestèsic en zones del món amb recursos de reanimació limitats (no requereix suplements elèctrics o d'oxigen). A dosis baixes pot ser usada com anestèsic local o coanalgèsic (és particularment efectiva en dolor neuropàtic).
El gran ús de la ketamina es recolza àdhuc en el seu immediat efecte antidepressiu. Són ja diversos estudis els que corroboren el ràpid efecte antidepressiu associat a la ketamina en pacients amb depressió resistent (la majoria, d'altres amb trastorn de bipolaritat, efecte quantificat per les escales habituals). Tot i la rapidesa efectiva del fàrmac contra la depressió (de minuts a poques hores després una única infusió de la substància), el resultat tendeix a l'esgotament a partir del tercer dia postadministració. Encara avui s'està duent a terme investigació i recerca de l'ús de la ketamina en remeis d'altres discapacitats mentals com ara el TOC i el TEPT. La substància és altament efectiva en la reducció immediata de la tendència suïcida.
La substància és també de gran utilitat en tractaments de dolor crònic de diversos orígens com ara en casos de Fibromiàlgia o Neuràlgia Postherpètica. És adient, també, per reduir el dolor postoperatori i les enormes dosis de mòrfics usades en tractaments d'accidents físics o cremades.
Recentment, s'ha proposat l'ús de la ketamina en teràpies psicodèliques fonamentades en la deshabituació del consum d'estimulants varis (tant d'alcohol com d'Opiacis diversos) per l'òptim aboliment de la dependència psicològica dels subjectes cap aquestes substàncies. El fàrmac s'administraria de manera prèvia a les sessions de teràpia cognitiva actuant com a reforç negatiu, és a dir, induint una resposta instrumental que comporti la desaparició de l'estímul aversiu en concret i motivant el subjecte d'evitar el contacte amb el mateix. A banda d'atorgar una notable millora en l'eficàcia de prevenció de recaigudes en el consum d'agents addictius, la ketamina confereix un enorme avançament en aspectes com la personalitat, l'autoavaluació emocional i la capacitat comunicativa interpersonal de determinats subjectes.
La ketamina és també present en l'àmbit de la investigació clínica. Per exemple, diversos estudis sobre l'acoblament de la ketamina sobre el receptor glutamatèrgic NMDA i la simptomatologia del fàrmac fan intuir que les disfuncions per esquizofrènia estan fortament lligades a la distribució funcional del receptor NMDA.

## Efectes clínics

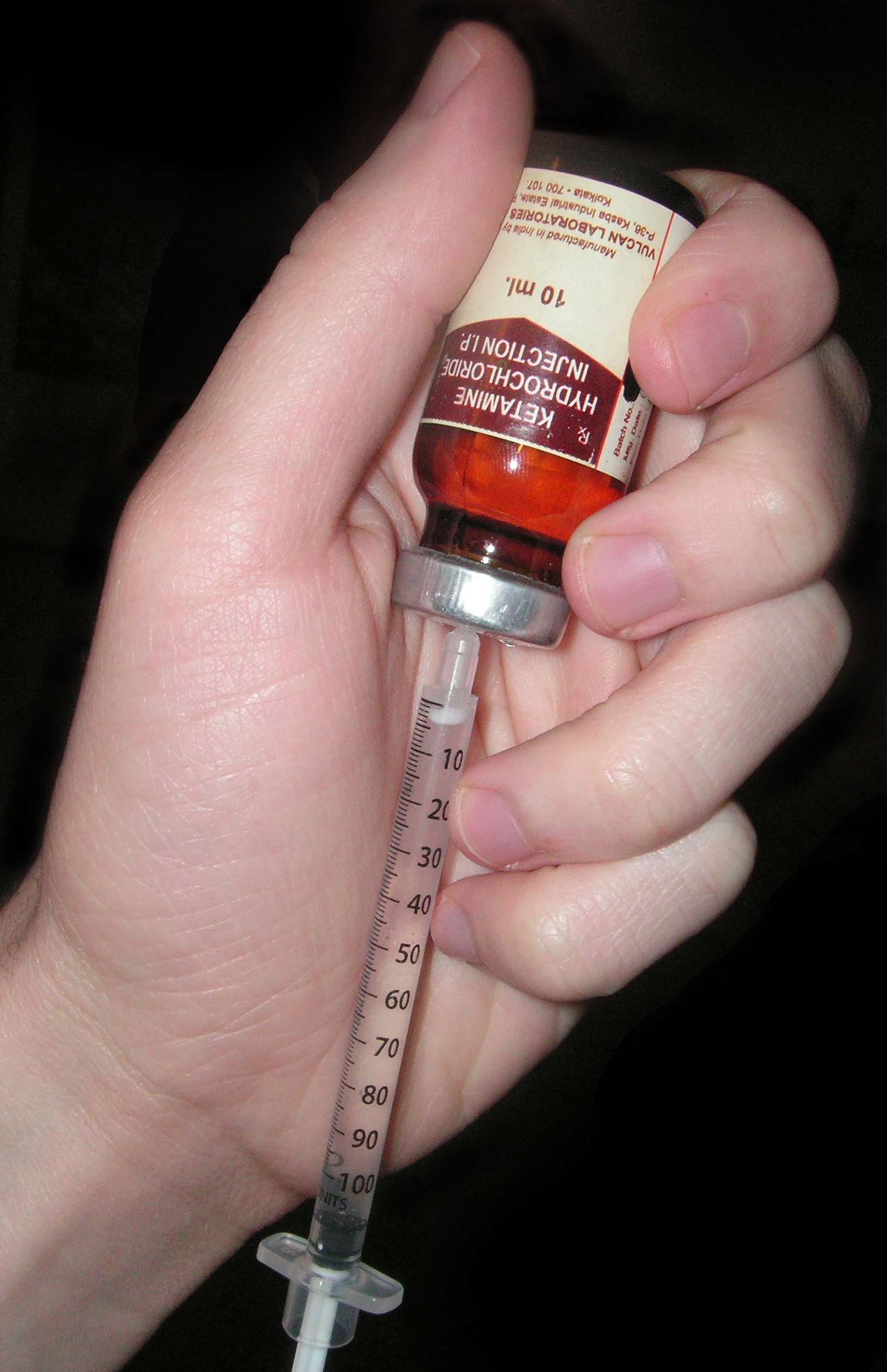
Ketmine Injection I.P.

El principal efecte d'interès pels usuaris és la sensació d'increment, instants després de l'administració, de la velocitat de pensament i de la capacitat sensorial, de manera que els colors i els sons es perceben millor. A més a més, també s'han descrit sentiments de relaxació, felicitat extrema i inclús èxtasis.
En dosis elevades, s'indueix a una dissociació més severa, coneguda com a K-hole, en la qual el consumidor experimenta la sensació de deslligar-se de la realitat viscuda, separant-se del propi cos. En aquest estat, el consumidor pateix una important reducció de la capacitat per moure's i coordinar-se.
Des d'un punt de vista fisiològic, l'alt consum d'aquesta droga, pot provocar l'estimulació del sistema cardiovascular, generant taquicàrdia, hipertensió i broncodilatació. A més a més, s'originen canvis en la temperatura corporal del consumidor.

## Riscos de Consum
L'esmentada estimulació del sistema cardiovascular, pot arribar a causar, en dosis elevades, una depressió respiratòria i inclús una aturada cardíaca.
D'altra banda, s'ha de tenir en compte, que per molt que en dosis baixes la ketamina tingui un efecte antidepressiu, en el moment que s'arribi a l'extrem i s'acabi fent un ús continu i descontrolat, pot acabar generant depressions.
Per molt que els casos de mort per sobredosis associats a la ketamina siguin realment baixos, s'ha de tenir en compte que el principal risc d'aquesta droga és la distorsió de les percepcions visuals i auditives que produeix, car en aquest estat, on fins a un cert punt perd el control del seu propi cos, es poden donar molt més fàcilment situacions de risc i accidents pel consumidor.
Com ja s'ha comentat anteriorment, durant el consum de ketamina s'experimenta una sensació d'increment de la capacitat mental. Si més no, s'ha pogut observar, que els consumidors crònics, experimenten dèficits en fluïdesa i aprenentatge verbal i velocitat de processament. A més a més, per molt que finalment acabin reduint i inclús aturant per complet el consum d'aquesta, és molt probable que els dèficits en memòria episòdica i en capacitat d'atenció es mantinguin de manera prolongada.
Quant a la toxicitat d'aquesta droga, un consum crònic pot arribar a causar danys hepàtics, produint colèstasi i fibrosi hepàtica. A més a més, també s'han trobat notables casos de consumidors amb dolors al sistema genitourinari. Aquests, es deuen a la destrucció de les cèl·lules epitelials de la bufeta per part de la ketamina, que com a conseqüència causen el seu deteriori i produeixen la sortida de l'orina a la resta del cos. Aquesta, s'acaba filtrant en teixits interns i originant inflamacions.